# Apolonia (golfo Estrimónico)

Mapa de la Antigua Macedonia con la ubicación de Apolonia, en la costa del golfo Estrimónico.

Apolonia (en griego, Ἀπολλωνία) es el nombre de una antigua ciudad griega de Tracia.
Estrabón la sitúa a continuación de las ciudades de Fagres y Galepso y antes de la desembocadura del río Nesto. El geógrafo precisa que se halla situada junto al promontorio que forma junto a la península de Acte el golfo Estrimónico. Plinio el Viejo, por su parte, sitúa Apolonia en la costa, a continuación del río Estrimón y antes de Esima, Neápolis y Dato.
Según un pasaje de Demóstenes, Apolonia fue una de las ciudades destruidas por Filipo II de Macedonia, junto con Metone, Olinto y 32 ciudades de Tracia, pero esta Apolonia también podría ser otra ciudad con el mismo nombre de Apolonia situada en Migdonia. Estrabón, no obstante, confirma que Apolonia, al igual que la ciudad de Galepso, fue una de las ciudades destruidas por Filipo.